# القرنة (العراق)
القرنة مدينة عراقية ومركز قضاء تتبع إدارياً إلى محافظة البصرة، تقع المدينة عند التقاء نهري دجلة والفرات وتبعد عن مدينة البصرة 74 كم2. يحدها من الشمال محافظة ميسان ومن الجنوب قضاء الدير ومن الغرب قضاء المدينة ومن الشرق قضاء شط العرب ويبلغ عدد سكانها نحو 450 الف نسمة حسب إحصائيات عام 2014م تمت اعادة تسمية القرنة في عهد نظام صدام حسين عام 1993  إلى صدامية القرنة ولكن هذه التسمية لم تدم طويلا ففي 2004 تمت اعادة تسميتها إلى القرنة.
من أهم المناطق الإدارية التابعة لقضاء القرنة منطقة الشرش والنهيرات ومزيرعة والسويب والنصير وحي السلام والثغر والنهيرات الشمالية
يوجد قرب المدينة في الشرق  حقول نفط مجنون وفي الجنوب  حقول نهران عمر ويبعد مركز قضاء القرنة مسافة تصل إلى 40 كم عن الحدود الإيرانية وأدى هذا القرب من إيران إلى تدمير هذه المدينة إبان الحرب العراقية - الإيرانية.
يحيط المدينة من الغرب هور الحمار ومن الشرق هور الحويزة. وتوجد فيها مناطق خلابة تصلح لتكون محميات طبيعية وسياحية حيث الماء والبساتين وغابات القصب والثروة السمكية والأرياف الجميلة الواسعة.

## ضواحي القرنة
تمتاز المنطقة أيضاً بكونها منطقة ذات طابع ومناخ زراعي جميل وكثرة النخيل فيها. من أهم ضواحيها:
- مركز القرنة - منطقة السوق.
- ناحية السويب أو بالنطق الدارج (مياح) هي إحدى نواحي قضاء القرنة، تقع في الشطر الشرقي من القضاء المعروف باسم قضاء القرنة. وتعتبر من المناطق القديمة جدا في العراق حيث يعود تأسيسها إلى عام 1921. تحيط بالمنطقة عدة مناطق سكنية منها (منطقة مزيرعة من جهة الشمال) و (قضاء القرنة أي المركز من الوسط) و (منطقة الشرش من الجهة الغربية) و (ومن جهة الشرق تحدها حدود الجمهورية الاسلاميه الايرانيه) تحتوي على نهر السويب وعلى حقول مجنون النفطي من اغنى حقول النفط في الشرق الأوسط
- منطقة الشرش، وهي منطقة ذات طابع عشائري مثقف خرج منها كبار رجالات الدولة منهم (الأمير الشيخ علي هادي شلال الفضل الوائلي أمير عشيرة آل فضل والرئيس العام لعشائر الشرش، الشيخ حسن فرج الله، الزعيم (اللواء) خير الله حسين الفضل يعد من أول (21) ضابط في الجيش العراقي، القاضي وائل عبد اللطيف الفضل الوائلي وهو محافظ سابق للبصرة وزير الدولة لشؤون المحافظات في حكومة إياد علاوي وعضو مجلس النواب حاليا، محمد مصبح الوائلي الكناني محافظ البصرة السابق، الوزير السابق فارس عيال الحسن)
- منطقة النهيرات- عشائر السعد.
- منطقة هور السعد (حي الجمعة حالياً) - عشائر بني مالك وبيت ضويع والكعابنة وغيرهم من عرب ألأهوار.
  - منطقة النصير
  - منطقة حي السلام
  - منطقة نهر بنت الباشا
  - منطقة شلهة عكاب

نواحي القرنة
الامام القائم (الثغر سابقا) وتشمل مناطق العلوة وابوعران والنخلات وحريبة والصخريجة وحميان والنجيرة وبيت غزيل ونهر العز وغيرها
ناحية الدير وتضم مناطق الشافي وغيرها

## التسمية
وسميت بالقرنة لأن الرافدين يقترنان أي يلتقيان فيها، والقرنة، أو القورنة مفردة سامية ويعتقد أن أصل كلمة قرنة تأتي من قرين (أي المثيل) حيث يلتقي فيها نهري دجلة والفرات في طرفها الجنوب شرقي المركزي، وهناك من يقول إن أصل الكلمة هي قرن حيث المتتبع لخريطتها جغرافياً يرى أنها تشكّل قرنا ثور في أقرب تصوّر، ومنهم من قال أنها تعني (قرن) أي الاقتران حيث يجتمع النهران معاً. تعتبر إحدى المعالم الحضارية والسياحية المهمة في العراق والبصرة تحديداً.
تعرّضت خلال فترة النظام السابق والحرب العراقية الإيرانية للعديد من الضربات الموجعة وتمكّنت القوات الإيرانية من التوغّل لحدود منطقة حقول مجنون (المجنون) النفطية الحدودية ولكن تمكن الجيش العراقي من استعادة كافة المناطق المحتلة فيما بعد وفي وقت قصير. وتعتبر من المناطق النفطية المهمة حيث توجد فيها (حقول نفط مجنون وغيرها من الآبار والحقول غير المستثمرة لحد الآن).

## الأماكن السياحية

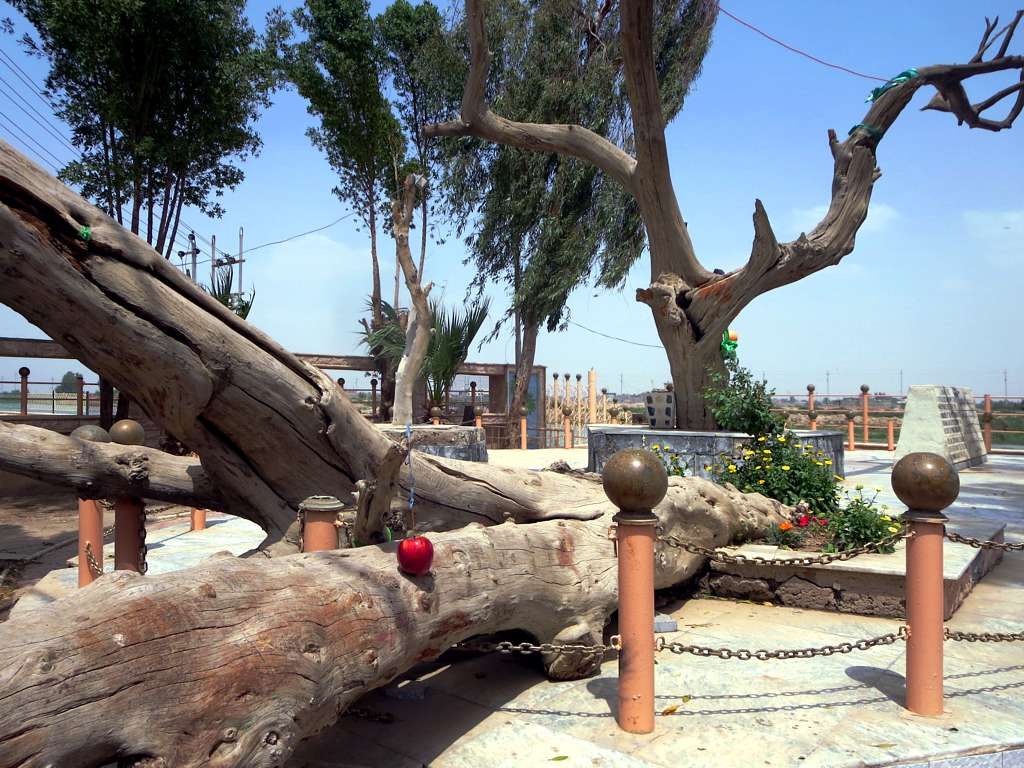
شجرة آدم

- الأهوار وسد السويب تعتبر أهوار السويب من أهم الأهوار الموجودة في محافظة البصرة وتتميز هذه الأهوار بقربها من أراضي زراعية كثيرة وجميلة يمكن للسائح أن يزورها وهناك سد جميل على ضفاف نهر السويب ينزل الماء منه إلى شط العرب بصوره رائعة وخلابه وتشتهر هذه المنطقة بوجود المناطق الأثرية وصيد الأسماك
- شجرة آدم

وهي شجرة يعتقد أهل المنطقة أنها نبتت في المكان الذي هبط فيه آدم عليه السلام إلى الأرض وصلى فيه نبي الله إبراهيم الخليل عليه السلام. وذلك ليس ناشئا من المعتقدات الإسلامية، بل يرتاد هذا المكان الكثير من اليهود والنصارى الأجانب ويبدو أنه يشكل أحد الأماكن المقدسة لديهم.
- شارع الكورنيش

بني على طول نهر دجلة بامتداد 2 كيلو متر وتقع عليها العديد من المطاعم والكازينوهات السياحية وأماكن الترفيه
- الأهوار

الأهوار باختصار هي بقايا من حضارة سومر، وجنة عدن، وهي أماكن سياحية جذابة بطبيعتها الخصبة حيث المسطحات المائية التي تتخللها الكثير من الجزر، وهي تسمح للزائر بالإطلاع على العديد من أنواع النباتات المائية الفريدة ومنها القصب والبردي حيث كان السومريون يستخدمونه في الكتابة، والتعرف على العديد من أنواع الطيور، سواء الطيور الجارحة أو المغردة أو لممارسة هواية الصيد حيث طيور الحر، البط البري، الوز البري، البرهان، وعشرات الأنواع الأخرى. كما تشتهر الأهوار بأنواع عديدة من الأسماك النهرية مثل البني والشبوط والقطان، والبياح، والسمتي، والشلك، وأنواع أخرى منها ما هو قريب من الأسماك البحرية مثل الشانك، والصبور. إن زرت العراق ولم تزر الأهوار فكأنك لم تزر العراق. وتتوفر بها أراضي خصبة للزراعة. ومحلات تجارية بكافة الأنواع.

## أعلامها
- نوري جعفر، (1914 - 7 نوفمبر 1992) عالم نفس وفيلسوف تعليم.